# Die Dreigroschenoper (1931)

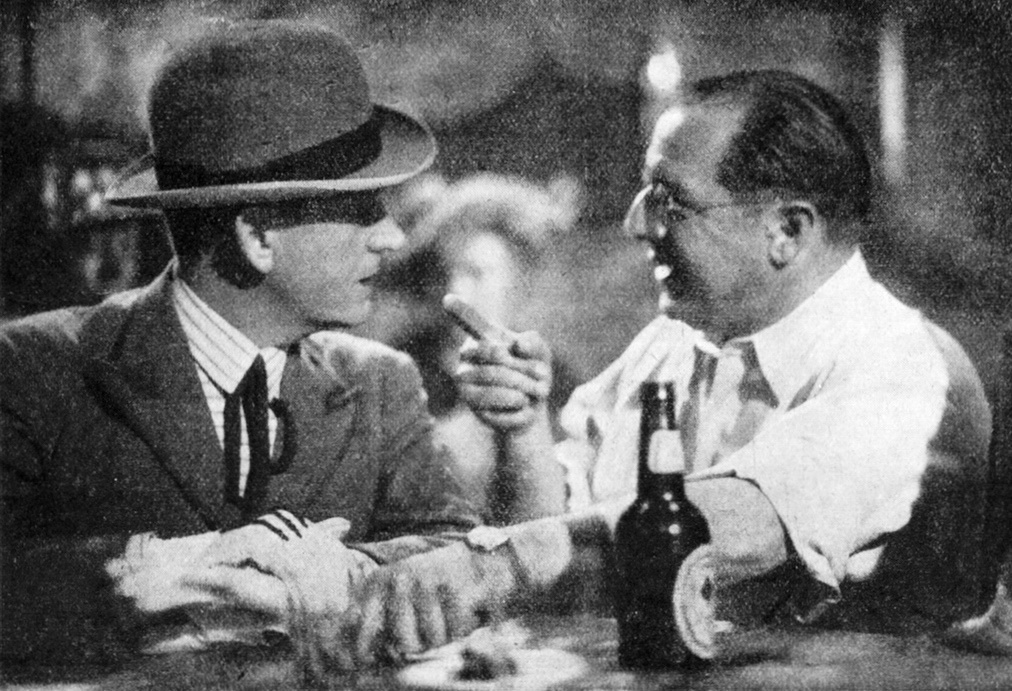
Regisseur Georg Wilhelm Pabst en acteur Albert Préjean tijdens de opnames van Die Dreigroschenoper in 1931

Die Dreigroschenoper is een Duitse muziekfilm uit 1931 onder regie van Georg Wilhelm Pabst. De film is gebaseerd op het gelijknamige toneelstuk uit 1928 van de Duitse auteur Bertolt Brecht met eveneens ook de muziek die Kurt Weill hiervoor schreef. Pabst draaide tegelijk ook een Franse versie van de film.

## Verhaal
In het Londen van 1902 is Mackie Messer lid van de inbrekersgilde. Hij verkoopt zijn buit in winkels en kan al zijn concurrenten uitschakelen. Zakenman Peachum heeft een netwerk van bedelaars. Zo komt hij aan slappe was. Hij wil zijn handeltje legitiem maken, maar daar slaagt hij alleen in langs het pad der misdaad.

## Rolverdeling
| Acteur            | Personage         |
| ----------------- | ----------------- |
| Rudolf Forster    | Mackie Messer     |
| Carola Neher      | Polly             |
| Reinhold Schünzel | Tiger-Brown       |
| Fritz Rasp        | Peachum           |
| Valeska Gert      | Mevr. Peachum     |
| Lotte Lenya       | Jenny             |
| Hermann Thimig    | Priester          |
| Ernst Busch       | Straatzanger      |
| Wladimir Sokoloff | Gevangenisbewaker |